# República Democrática de Madagascar
La República Democrática de Madagascar, oficialmente República Democrática Malgache (en idioma malgache: Repoblika Demokratika Malagasy), también conocida como Segunda República de Madagascar, fue un Estado socialista de África, existente entre 1975 y 1992.
Surgida tras una transición militar provocada por revueltas estudiantiles contra el gobierno de Philibert Tsiranana (la Primera República), la República Democrática se rigió por los principios de la planificación económica, la no alineación y la "malgachización" de Madagascar.

## Transición militar e ideologías revolucionarias
La transición militar de Gabriel Ramanantsoa en Madagascar, que fue neutral e inclusiva, encontró serias dificultades para dirigir el país a causa de la profunda división ideológica del gobierno. Esto propició que Ramanantsoa, de ideas conservadoras, dimitiese de su cargo y accediese a la presidencia Richard Ratsimandrava, que hasta entonces había ejercido como ministro del Interior. Ratsimandrava, que era uno de los oficiales más jóvenes del Ejército malgache, teorizaba sobre un socialismo "a la malgache" al que llamaba fokolona. Con todo, Ratsimandrava fue asesinado solo una semana después de tomar posesión como jefe de Estado, en unas circunstancias que aún hoy no han sido esclarecidas.
El directorio militar que gobernaba el país, temporalmente presidido por el general Gilles Andriamahazo, se transformó al poco tiempo en el Consejo Supremo de la Revolución, que comenzó a impulsar ideas nacionalistas, socialistas y anticolonialistas, las cuales dominaron la opinión pública del país durante la década de 1970.
El Consejo nombró entonces como presidente al capitán de fragata Didier Ratsiraka, que ejercía hasta el nombramiento como ministro de Asuntos Exteriores. Una nueva Constitución de inspiración socialista, así como una Carta de la Revolución Malgache fue difundida y explicada a través de un pequeño libro (similar al Libro Rojo en China o al Libro Verde en la Libia de Muammar el Gaddafi) que se llamó Boky Mena, fueron sometidos a referéndum y aprobados por el pueblo malgache.
La nueva Constitución entró en vigor el 21 de diciembre de 1975, Ratsiraka fue elegido presidente para un mandato de 7 años y el Parlamento fue restablecido con la creación de la Asamblea Nacional Popular (cámara baja) y el Consejo Supremo de la Revolución (cámara alta), además de la reinstauración del cargo de primer ministro. Con todo, la República Democrática de Madagascar fue proclamada el 30 de diciembre del mismo año.

## El socialismo "a la malgache"
La actividad política de Madagascar quedó reducida legalmente al Frente Nacional para la Defensa de la Revolución (FNDR), un frente popular que agrupaba a todas las organizaciones afines a la nueva vía del gobierno. La Constitución afirmaba:

Las actividades políticas en el seno de la República Democrática de Madagascar se ejercerán exclusivamente dentro del FNDR. (...) Sólo los partidos revolucionarios que figuren en el FNDR estarán autorizados a desarrollar enteramente sus actividades políticas.
Constitución de la República Democrática de Madagascar (1975)

Así, el FNDR era ideológicamente plural, similar a lo que ocurre en la actualidad en Siria con el Frente Nacional Progresista.
Comenzó también a llevarse a cabo una política de tercermundismo y aproximación a países socialistas como la URSS o Corea del Norte, principalmente, para hacer de contrapeso al enorme peso que Francia, antigua potencia colonial, mantenía en África.
No obstante, la grave situación económica del país acabaría haciendo que Ratsiraka solicitase el ingreso de Madagascar en el Fondo Monetario Internacional (FMI) y la retoma de las negociaciones con el Club de París a mediados de la década de 1980. Asimismo, en 1988 comenzó un proceso para adoptar el pluripartidismo y poner fin, de facto, a la experiencia socialista en la isla.

## Transición al capitalismo y el pluripartidismo
En el contexto del colapso del llamado Bloque del Este de principios de la década de 1990, surgió en Madagascar un movimiento llamado las Fuerzas Vivas, con fuertes influencias de la Iglesia Católica. Este movimiento surgió en mayo de 1991 y demandaba un cambio radical de la Constitución de 1975. Albert Zafy, líder de las Fuerzas Vivas, y el presidente Ratsiraka llegaron a un acuerdo el 30 de octubre de 1991.
Tras esto, se inició una transición hacia una república parlamentaria y pluripartidista, que culminó en agosto de 1992 con la instauración de una nueva Constitución y la proclamación de la Tercera República.